# 新達尼利夫卡 (諾維布格區)
47°36′21″N 32°35′32″E / 47.60583°N 32.59222°E
新達尼利夫卡（烏克蘭語：Новоданилівка），是烏克蘭南部的村莊，隸屬尼古拉耶夫州的巴什坦卡區。該村面積0.24平方公里，海拔高度94米，2001年人口31，人口密度每平方公里129.2人。